# Thullathanaka
Thullathanaka o Thulatthana (Thulna o Tulna) fou rei de Sri Lanka, segon fill de Sadda Tissa i successor irregular del seu pare. Va regnar 40 dies. Era pietós però molt ambiciós.
Thullathanaka era a Anuradhapura quan el seu pare va morir el 119 aC i va convocar al temple de Thuparama Vihara una assemblea de monjos i dels oficials de l'estat per fer-se proclamar rei. Fou elegit per l'assemblea però el seu germà gran Lajjatissa, que estava a Digawapi, a l'est de Ceilan, no va tardar en anar a la capital i va matar el seu germà pel carrer, proclamant-se rei.